# 樂富遊樂場

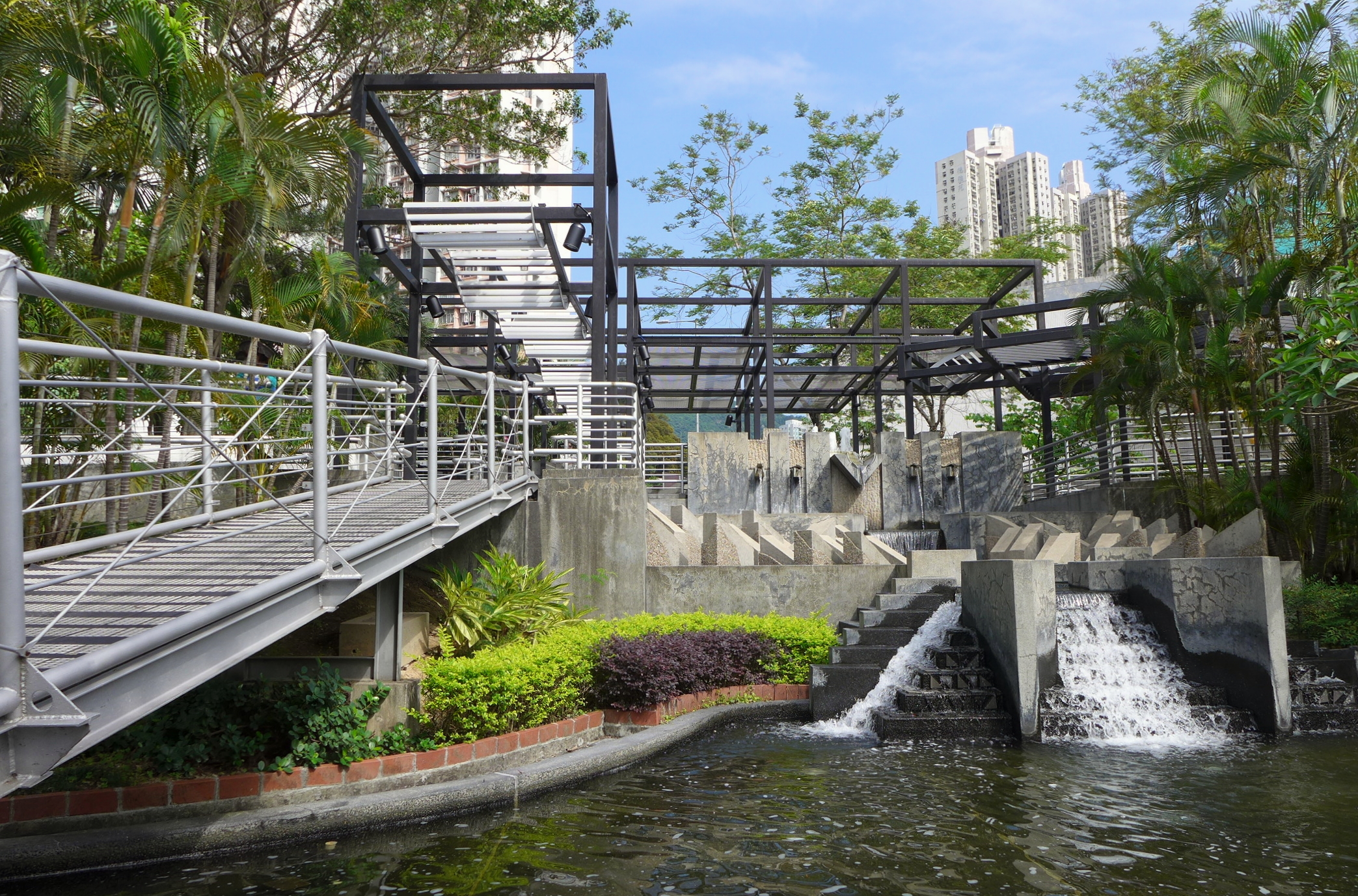
水池

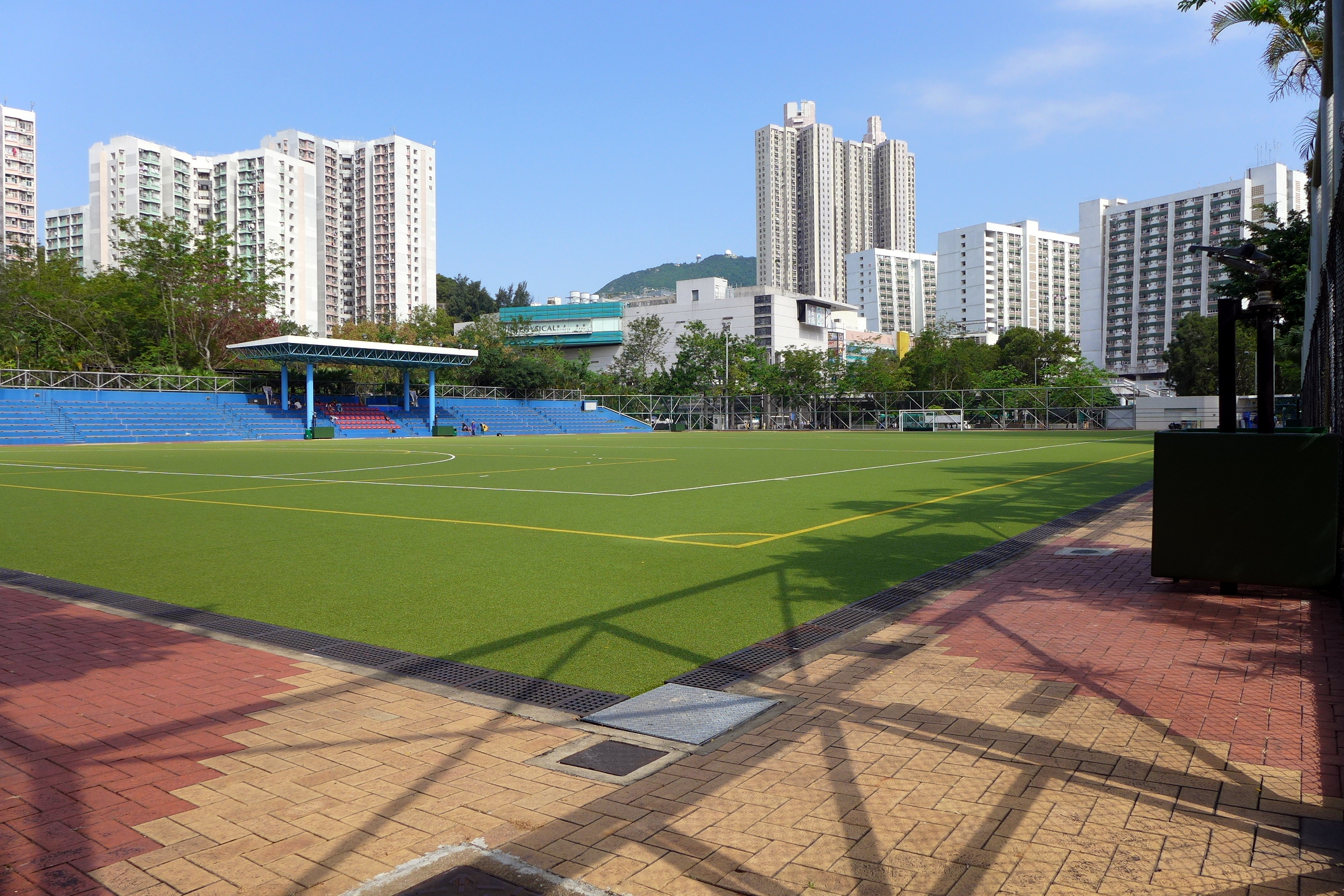
11人人造草地足球場

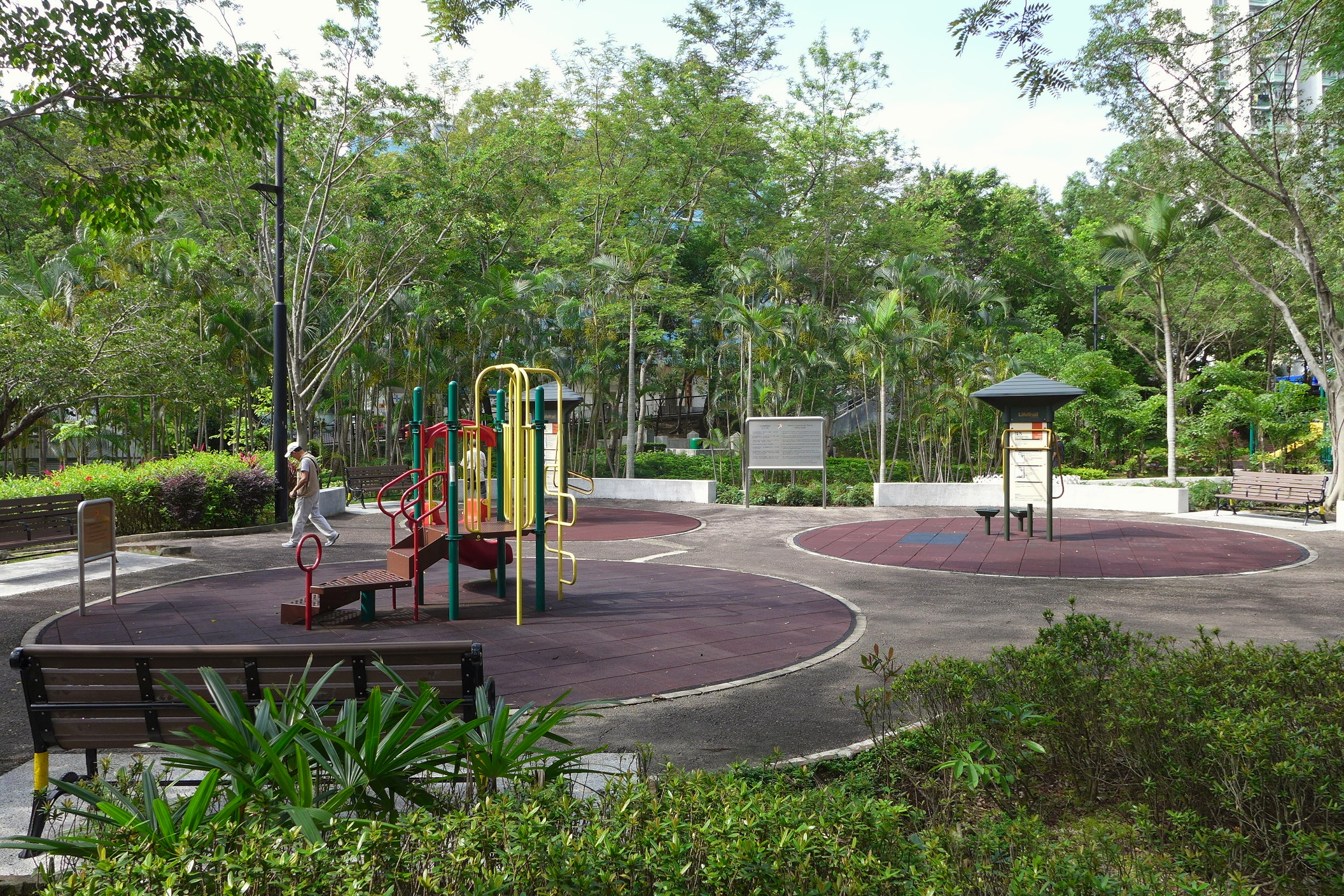
兒童遊樂場

22°20′12″N 114°11′19″E / 22.3367663°N 114.1885969°E
樂富遊樂場（英語：Lok Fu Recreation Ground）位於香港九龍樂富杏林街1號，於1991年12月15日啟用，由房屋署興建、建成後隨即移交市政局管理（現由康樂及文化事務署管理）。前身為徙置大廈。遊樂場於1991年獲得香港建築師學會頒授年度大獎。

## 設施
樂富遊樂場設有一個11人標準的人造草地足球場，並可容納500名觀眾的看台、兩個兒童遊樂場、更衣室、廁所及水池。

## 禁煙安排
此場地全面禁煙。

## 資料來源
1. ↑  .   [2016年8月26日]. （原始内容存档于2017年3月5日）.
2. ↑  Hong Kong City of Version P.190-191 (1997)
3. ↑  .   [2016-07-28]. （原始内容存档于2019-12-04）.
4. ↑  .   [2016-08-26]. （原始内容存档于2019-12-04）.